# Campionati del mondo Ironman del 1997
I Campionati del mondo Ironman del 1997 furono vinti da Thomas Hellriegel e Heather Fuhr.

## Ironman Hawaii - Classifica

### Uomini
| Pos. | Tempo   | Nome              | Paese       | Ripartizione tempi | Ripartizione tempi | Ripartizione tempi | Ripartizione tempi | Ripartizione tempi |
| Pos. | Tempo   | Nome              | Paese       | Nuoto              | T1                 | Bici               | T2                 | Corsa              |
| ---- | ------- | ----------------- | ----------- | ------------------ | ------------------ | ------------------ | ------------------ | ------------------ |
|      | 8:33:01 | Thomas Hellriegel | Germania    | 0:53:08            | 0:00               | 4:47:57            | 0:00               | 2:51:56            |
|      | 8:39:18 | Jürgen Zäck       | Germania    | 0:52:12            | 0:00               | 4:45:33            | 0:00               | 3:01:33            |
|      | 8:40:30 | Lothar Leder      | Germania    | 0:52:22            | 0:00               | 4:58:53            | 0:00               | 2:49:15            |
| 4    | 8:43:16 | Peter Reid        | Canada      | 0:52:24            | 0:00               | 4:56:32            | 0:00               | 2:54:20            |
| 5    | 8:44:02 | Cristian Bustos   | Cile        | 0:53:17            | 0:00               | 4:55:43            | 0:00               | 2:55:02            |
| 6    | 8:44:18 | Cameron Widoff    | Stati Uniti | 0:52:25            | 0:00               | 4:56:21            | 0:00               | 2:55:32            |
| 7    | 8:45:37 | Ken Glah          | Stati Uniti | 0:52:10            | 0:00               | 4:49:00            | 0:00               | 3:04:27            |
| 8    | 8:45:55 | Holger Lorenz     | Germania    | 0:52:19            | 0:00               | 4:59:31            | 0:00               | 2:54:05            |
| 9    | 8:47:49 | Alexander Taubert | Germania    | 0:53:10            | 0:00               | 5:03:07            | 0:00               | 2:51:32            |
| 10   | 8:49:44 | Frank Heldoorn    | Paesi Bassi | 0:52:29            | 0:00               | 4:59:22            | 0:00               | 2:57:53            |

### Donne
| Pos. | Tempo    | Nome            | Paese       | Ripartizione tempi | Ripartizione tempi | Ripartizione tempi | Ripartizione tempi | Ripartizione tempi |
| Pos. | Tempo    | Nome            | Paese       | Nuoto              | T1                 | Bici               | T2                 | Corsa              |
| ---- | -------- | --------------- | ----------- | ------------------ | ------------------ | ------------------ | ------------------ | ------------------ |
|      | 9:31:43  | Heather Fuhr    | Canada      | 1:01:47            | 0:00               | 5:23:11            | 0:00               | 3:06:45            |
|      | 9:41:42  | Lori Bowden     | Canada      | 1:04:43            | 0:00               | 5:15:26            | 0:00               | 3:21:33            |
|      | 9:50:02  | Fernanda Keller | Brasile     | 0:57:27            | 0:00               | 5:26:51            | 0:00               | 3:25:44            |
| 4    | 9:51:31  | Wendy Ingraham  | Stati Uniti | 0:49:52            | 0:00               | 5:26:56            | 0:00               | 3:34:43            |
| 5    | 9:51:41  | Sian Welch      | Stati Uniti | 0:56:16            | 0:00               | 5:23:55            | 0:00               | 3:31:30            |
| 6    | 9:57:51  | Lee Di Pietro   | Stati Uniti | 1:02:29            | 0:00               | 5:45:51            | 0:00               | 3:09:31            |
| 7    | 10:04:29 | Martha Sorensen | Stati Uniti | 1:00:18            | 0:00               | 5:37:18            | 0:00               | 3:26:53            |
| 8    | 10:15:12 | Isabelle Gagnon | Canada      | 1:00:13            | 0:00               | 5:36:40            | 0:00               | 3:38:19            |
| 9    | 10:16:29 | Louise Davoren  | Australia   | 1:01:44            | 0:00               | 5:44:23            | 0:00               | 3:30:22            |
| 10   | 10:17:58 | Joanna Zeiger   | Stati Uniti | 0:53:03            | 0:00               | 5:50:17            | 0:00               | 3:34:38            |

## Ironman - Risultati della serie

### Uomini
| Evento    | Oro        | Tempo   | Argento           | Tempo   | Bronzo     | Tempo   |
| Australia | Peter Reid | 8:08:50 | Thomas Hellriegel | 8:13:00 | Chris Legh | 8:17:54 |

### Donne
| Evento    | Oro                | Tempo   | Argento        | Tempo   | Bronzo      | Tempo   |
| Australia | Paula Newby-Fraser | 9:08:22 | Wendy Ingraham | 9:25:50 | Lori Bowden | 9:28:03 |

## Calendario competizioni
| Progr. | Data           | Evento            | Sede                                   | Nazione   |
| ------ | -------------- | ----------------- | -------------------------------------- | --------- |
| 1      | 13 aprile 1997 | Ironman Australia | Forster/Tuncurry, Nuovo Galles del Sud | Australia |